# Акопян, Ара Хачатурович
Ара́ Хачату́рович Акопя́н (арм. Արա Խաչատուրի Հակոբյան; 4 ноября 1980, Ереван, Армянская ССР, СССР) — армянский футболист, нападающий. Выступал за сборную Армении, а также ряд армянских и украинских футбольных клубов. Брат Арама Акопяна.

## Карьера игрока
Карьера Ара началась в арташатском «Двине», где он играл вместе с братом Арамом Акопяном. Но спустя год их пусти разошлись. Ара перешёл во владикавказскую «Аланию», а Арам в араратский «Цемент». Через год их путь вновь сошлись в «Цементе». С клубом Акопян завоевал свой единственный чемпионский титул в 2000 году.

### Металлург (Донецк) и множественные аренды
По окончании чемпионата перешёл в донецкий «Металлург». Однако в самой команде Акопян выступал редко, так как клуб постоянно отдавал его в аренду в украинские и армянские клуба. В сезонах 2001—2002 выступал в ереванском «Спартаке». С завершением сезона «Спартак» объединился с «Бананцем» в единый клуб под названием «Бананц» Ереван. Акопян оказался в клубе транзитом через алчевскую «Сталь». В «Бананце» Акопян отыграл один сезон, став финалистом кубка Армении, лучшим бомбардиром и лучшим футболистом Армении в сезоне 2003 года.
С успешным выступлением в «Бананце» Акопян возвращается в Донецк, но ненадолго. Клуб вновь отправляет его в арендную «ссылку». Вплоть до 2009 года Акопян ни разу не провёл полноценный сезон за выступающую команду. После постоянных аренд, в 2007 году заканчивается контракт с «Металлургом» и Акопян переходит в «Мариуполь», затем в кишинёвский «Зимбру». В «Бананце» сыграл в летнем отрезке чемпионата и перешёл в кишинёвский «Зимбру». Отыграв конец 2007 года и начало 2008 года перешёл в белорусский «Гомель».

### Мика
Сезон 2009 Акопян начинает в «Мике». Свой единственный сезон за клуб провёл относительно полноценно. С 7-ю забитыми мячами не попал даже в 10-ку лучших бомбардиров по итогам чемпионата. 1 декабря 2009 года истёк контракт с «Микой». Продлевать его Акопян не стал, ставя перед собой приоритет выступлений за границей. За время межсезонья, Ара Акопян успел пройти просмотр в ФК «Минск», где не приглянулся тренерам, а также возвратиться в прежний клуб, однако здесь диалог касательно контракта не пришёл к своему логическому завершению.

### Улисс
В конце зимы Акопян проводил тренировки в ереванском «Улиссе», за который принял участие в контрольном матче. В феврале 2010 года заключил контракт с клубом на один год. В августе Акопян покинул клуб рассчитывая перейти в зарубежный клуб. Но предложений не поступало, таким образом концовку чемпионата Акопян заканчивал в занимаясь в индивидуальных тренировках.

### Арарат (Ереван)
В феврале 2011 года главный тренер «Арарата» заявил о том, что Акопян будет выступать в столичном клубе. Контракт с «Араратом» был подписан на год. Акопян выступал стабильно, плодотворно, успел стать незаменимой фигурой в команде, но после летнего перерыва решил покинуть клуб. Желанием Акопяна было выступление за границе, в одном из европейских клубов. Чуть позже прошёл просмотр в одном из польских клубов первой лиги, имя которого должно было быть объявлено по завершении переговоров. Переговоры не прошли плодотворно и Акопян вернулся на родину. Перед началом очередного сезона стало известно о возвращении в «Арарат». Желание выступать в «Арарате» Акопян изъявил сам. А после беседы с главным тренером Альбертом Сафаряном переговоры не затянулись и контракт был подписан в скором времени. Срок соглашения действует до мая 2013 года. Но, и второй приход в клуб для Акопяна не стал долгим. В июне стороны расторгли контракт по обоюдному согласию и Акопян покинул клуб. Сразу же стало известно, что перешёл в «Алашкерт», в котором выступает брат Арам Акопян.

## Карьера в сборной
Являлся игроком национальной сборной Армении, за которую выступал с 1998 года по 2009 год. За это время Ара Акопян принял участие в 42 матчах и провёл в ворота соперников 7 голов. Первый матч в составе сборной провёл 21 ноября 1998 года в домашней товарищеской игре против сборной Эстонии.

## Достижения

### Командные достижения
«Спартак» (Ереван)
- Чемпион Армении: 2000
- Серебряный призёр Чемпионата Армении: 2002
- Бронзовый призёр Чемпионата Армении: 1999

«Бананц»
- Финалист Кубка Армении: 2003

«Мика»
- Серебряный призёр Чемпионата Армении: 2009

### Личные достижения
- Футболист года в Армении: 2003
- Лучший бомбардир Армении (3): 1998, 2000, 2003
- Рекордсмен по количеству забитых мячей за сезон в Чемпионате Армении — 45 мячей (2003 год)